# إيفيريبيديا
إيفيريبيديا (بالإنجليزية: Everipedia) هي موسوعة إنترنت مبنية على ويكيبيديا، تأسست في ديسمبر 2014 بعد إنشقاق مجموعة من مستخدمي ويكيبيديا وهي مملوكة لشركة إيفيريبيديا آي إن سي ويقع مقرها في وست وود في لوس أنجلوس، مؤسسيها الرئيسيين هم المدون الأمريكي الإيراني سام كاظميان ومهبد مقدم مع المدون السويدي تيودور فورسيليوس وقد أنضم إليهم لاحقاً لاري سانغر ألذي أصبح لاحقاً رئيسها. أغلبية مقالاتها محتواها منسوخ من ويكيبيديا الإنجليزية. إيفيريبيديا لها قوانين اقل حدة من ويكيبيديا، وتسمح بإنشاء مقالات لمشاهير صغار من يوتيوب وفيسبوك وإنستغرام، وتسمح للمستخدمين، كذلك تسمح لكل المستخدمين بإنشاء صفحات عن أي موضوع يريدونه ما دامت مصادرهم محايدة، الموقع أنتقد لعرضه معلومات خاطئة عن الأخبار العاجلة، ولكون الكثير من مقالاتها ترتكز على مشاهير اليوتيوب المغمورين.